# Каапоран
Каапоран (порт. Caaporã) — муниципалитет в Бразилии, входит в штат Параиба. Составная часть мезорегиона Зона-да-Мата-Параибана. Входит в экономико-статистический  микрорегион Литорал-Сул. Население составляет 20 979 человек на 2006 год. Занимает площадь 150,168 км². Плотность населения — 139,7 чел./км².

## Статистика
- Валовой внутренний продукт на 2003 год составляет 253 291 317,00 реалов (данные: Бразильский институт географии и статистики).
- Валовой внутренний продукт на душу населения на 2003 год составляет 12 782,81 реалов (данные: Бразильский институт географии и статистики).
- Индекс развития человеческого потенциала на 2000 год составляет 0,617 (данные: Программа развития ООН).